# Zerbolò
Zerbolò là một đô thị ở tỉnh Pavia trong vùng Lombardia, có cự ly khoảng 30 km về phía tây nam của Milan và khoảng 11 km về phía tây của Pavia. Tại thời điểm ngày 31 tháng 12 năm 2004, đô thị này có dân số 1.277 người và diện tích là 37,8 km².
Zerbolò giáp các đô thị: Bereguardo, Borgo San Siro, Carbonara al Ticino, Garlasco, Gropello Cairoli, Torre d'Isola, Villanova d'Ardenghi.